# Mateu Alemany
Mateu Alemany Font (Andratx, 24 februari 1963) is een Spaans voetbalbestuurder.

## Loopbaan
In 1990 bood de president van RCD Mallorca, Miquel Contestí, hem de functie assistent-directeur aan. Sindsdien bekleedde Alemany voor de volgende 10 jaar de functie. Na 10 jaar werd hij voorzitter van de club.
Florentino Pérez won de verkiezingen voor het presidentschap van Real Madrid in 2000, en vervolgens bood hij Alemany de positie van algemeen directeur van de club aan, die hij uiteindelijk afwees. Om het afscheid van Alemany te voorkomen bij RCD Mallorca, gaf de toenmalige voorzitter van RCD Mallorca, Guillem Reynés, hem het presidentschap van de club. Als voorzitter behaalde Mateu Alemany de grootste prestatie van het team op sportief niveau, de overwinning in de Copa del Rey in 2003, in het Martínez Valero stadion in Elche CF tegen Recreativo de Huelva. De ster van het team was de Kameroener Samuel Eto'o. In 2005 verliet hij het voorzitterschap van de club na een kwellend jaar waarin alleen de terugkeer van de Argentijnse Héctor Cúper kon redden van degradatie naar RCD Mallorca
In 2007 was hij verliezend kandidaat voor het voorzitterschap van de RFEF.
Van 27 maart 2017 tot 2019 was hij CEO van de Valencia CF. Op 7 november 2019 werd hij uit zijn functie gezet, wat een sterke discussie veroorzaakte onder de supporters van de club.
Op 26 maart 2021 neemt hij de functie van algemeen directeur van FC Barcelona waar onder het voorzitterschap van Joan Laporta.